# 科克里 (密蘇里州)
科克里（英語：Cockery）是位於美國密蘇里州達拉斯縣及拉克利德縣的鬼鎮。

## 歷史
科克里的郵局於1893年設立，其後於1944年停運。

## 地理
科克里所處的海拔為高於海平面315米（即1034英呎），而該地所採用的時區為UTC-6，即北美中部時區（CST）。同時該地設有夏令時間，為UTC-6調快一小時，即UTC-5（CDT）。